# نوای بزرگ

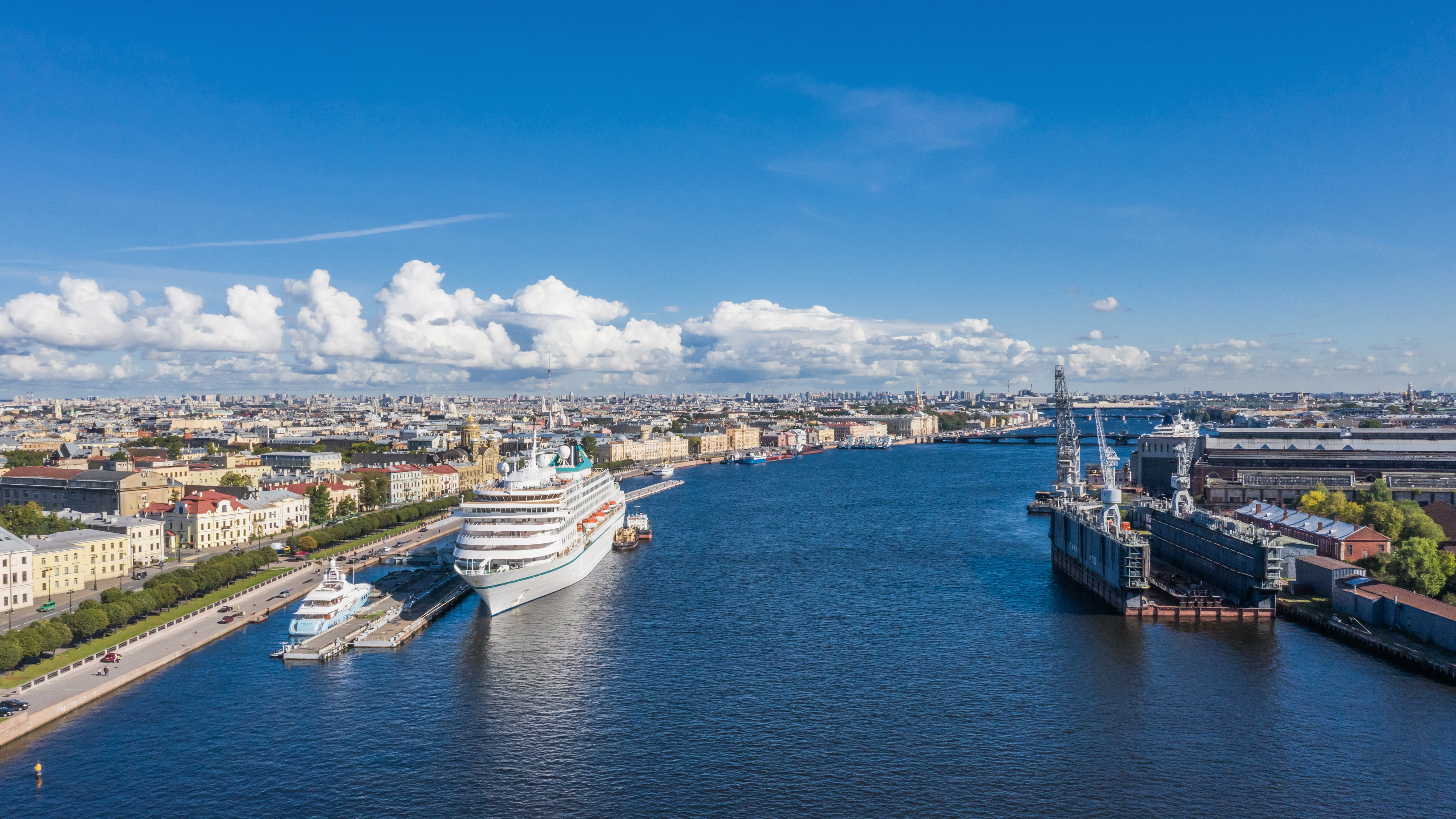
نِوای بزرگ

نِوای بزرگ یا بولشایا نِوا (روسی: Больша́я Нева́) بزرگ‌ترین شاخابهٔ رود نوا است. این شاخه از نزدیکی اسپیت جزیرهٔ واسیلیفسکی (شرقی‌ترین نوک جزیره) آغاز می‌شود.
طول نِوای بزرگ ۳٫۵ کیلومتر (۲٫۲ مایل)، پهنای آن بین ۲۰۰ تا ۴۰۰ متر (۶۶۰ تا ۱٬۳۱۰ فوت) و عمق آن تا ۱۲٫۸ متر (۴۲ فوت) است. شاخه‌های آن فونتانکا، رود مویکا و کانال نوو-ادمیرالتیسکی هستند.
دو پل بر روی نِوای بزرگ قرار دارد: پل کاخ و پل بلاگویشچنسکی.